# Кішки (Красноармійський район)
Кі́шки (рос. Кошки, чув. Кушкă) — присілок у складі Красноармійського району Чувашії, Росія. Входить до складу Великошатьминського сільського поселення.
Населення — 204 особи (2010; 239 у 2002).
Національний склад:
- чуваші — 98 %